# 内罗毕—马拉巴标准轨铁路
内罗毕－马拉巴标准轨铁路（英語：Nairobi–Malaba Standard Gauge Railway，简称内马铁路）是一条连接肯尼亚首都内罗毕和马拉巴的標準軌铁路，在边界与乌干达接壤。根据东非铁路总体规划，内马铁路最终将与乌干达、卢旺达、布隆迪、南苏丹和刚果民主共和国东部的其他标准轨铁路连接起来。
内马铁路计划投资7000亿肯尼亚先令（约70亿美元），目前正在分段建设中。其中内罗毕到奈瓦沙段已于2019年10月16日建成通车，接下来计划建设奈瓦沙到基蘇木、基蘇木到马拉巴段，